# Camponotus brachycephalus
Camponotus brachycephalus är en myrart som beskrevs av Santschi 1920. Camponotus brachycephalus ingår i släktet hästmyror, och familjen myror. Inga underarter finns listade.